# Красногорское (озеро, Ленинградская область)
Красногорское — озеро в России, располагается на территории Лужского района Ленинградской области. Площадь водного зеркала озера — 2,2 км². Площадь водосборного бассейна — 39,8 км². Озеро лежит на высоте 60,6 метра над уровнем моря. Средняя глубина Красногорского — 17 метров, максимальная — 40 метров.
Озеро имеет вытянутую с юго-запада на северо-восток форму, окружено лесом. На восточном берегу озера расположены посёлок Красные Горы и деревня Заозёрье, на западном — деревни Туровка и Сабо.
С юга в озеро впадает ручей Именитский, с востока и севера — несколько безымянных канализированных ручьёв; вытекает река Саба.